# Fairey FB-1 Gyrodyne
Fairey FB-1 Gyrodyne var en brittiskt experimentellt rotorplan, som använde sig av en lyftande rotor, samt en dragande propeller, som var monterad längst ut på en liten vinge på styrbordssidan. Propellern gav både framdrivningskraft och motverkan till luftfarkostens vridningsmoment.
Fairey tillkännagav i april 1946 ett egenfinansierat projekt for ett rotorflygplan efter en konstruktion av James Allan Jamieson Bennett från dennes tid som chefskonstruktör på Cierva Autogiro Company 1936–1939, efter ett koncept av Juan de la Cierva. Gyrodyne var en distinkt tredje typ av rotorflygplan efter autogiro och helikopter. Benämnd Cierva C.41 av Cierva Autogiro Company, hade den framgångsrikt stått sig i en upphandling av Royal Navy 1938 för en marinhelikopter. Detta projekt hade dock avbrutits i samband med utbrottet av andra världskriget i september 1939, och Cierva Autogiro Companys huvudfinansiär G & J Weir Ltd. hade inte ansett sig kunna finansiera fortsatt utveckling. Efter andra världskriget var Cierva Autogiro Company engagerat i utvecklingen av helikoptrarna Cierva W.9 "Drainpipe" och Cierva W.11 Air Horse, och Bennett övergick till Fairey i slutet av 1945 som chef för dess nybildade rotorflygplansdivision. 
Gyrodyne var ett kompakt strömlinjeformat rotorflygplan som vägde drygt två ton och som hade en 540 hästkrafters Alvis Leonides 522/2 stjärnmotor, Motorkraften kunde överföras i vald omfattning till rotorn och till propellern. Gyrodyne kunde hovra som en helikopter. Air Ministry kontrakterade två prototyper i december 1946.
Den första prototypen jungfruflög den 4 december 1947 och testflög till mars 1948, då den demonterades för att genomgå grundlig undersökning. Den andra prototypen, som var i stort sett likadan, flög 1948. Den första prototypen totalhavererade i april 1949. Den andra prototypen, varefter den andra genomgick en omfattande modifiering. Den fick namnet "Jet Aerodyne", provfög 1954  och byggde delvis andra konstruktionsprinciper och var närmast avsedd att ge underlag för rotorflygplansprojektet Fairey Rotodyne. Denna Jet Gyrodyne är idag utställd på Museum of Berkshire Aviation i Woodley i Reading.